# Samuel Wilhelm Oetter
Samuel Wilhelm Oetter (* 25. Dezember 1720 in Goldkronach; † 7. Januar 1792 in Markt Erlbach) war ein evangelischer Theologe, Historiker, Heraldiker und Numismatiker.

## Leben
Oetters Vater war Johann Heinrich Oetter, Landeshauptmann sowie Ratsherr und Metzger in Goldkronach. Von der Grundschule in Goldkronach aus kam er Anfang 1736 auf das Gymnasium Christian-Ernestinum in Bayreuth. Seit dem 3. April 1742 studierte er Theologie an der Academia Fridericiana in Bayreuth, die 1743 als Universität nach Erlangen verlegt wurde. Als die Universität Erlangen am 3. April 1743 eingeweiht wurde, gehörte Oetter somit zu ihren ersten Studenten. Schon seit seiner Schulzeit war Geschichte sein Lieblingsfach gewesen. Die in seinen späteren Schriften entfaltete wissenschaftliche Akribie und Liebe zum Detail wird dem relativ kurzen Aufenthalt an der Universität zugeschrieben.
Schon als Student wurde er 1744 kommissarisch, am 25. Mai 1745 endgültig, Konrektor des Gymnasiums Erlangen. Als evangelischer Geistlicher war er danach in verschiedenen Orten tätig. 1749 wurde er Pfarrer in Linden, und man adelte ihn 1756 zum kaiserlichen Hofpfalzgraf. 1762 übersiedelte er nach Markt Erlbach, trat dort die Pfarrstelle an und wurde Historiograph des fürstlichen Hauses Ansbach. 1767 wurde er Mitglied des brandenburg-bayreuthischen Konsistorialrats und 1770 auch Mitglied des markgräflich brandenburg-ansbachischen Konsistorialrats. Oetter wurde von mehreren Gesellschaften der Wissenschaften und Künste durch Aufnahme als Mitglied geehrt. Er führte eine umfangreiche Korrespondenz mit Wissenschaftlern und Staatsmännern aller Konfessionen. Unter diesen befand sich auch der königlich-preußische Staats-, Kriegs- und Kabinettsminister von Hertzberg, mit dem er 37 Jahre lang ununterbrochen im Briefwechsel stand. Nachdem Oetter sich eine beschwerliche Magenkrankheit zugezogen hatte, legte er 1789 sein Pfarramt nieder. Sein Leiden soll durch zu langes Sitzen beim Studieren und Schreiben verursacht worden sein. Er starb drei Jahre später.
Von ihm sind 69 wissenschaftliche Veröffentlichungen bekannt; außerdem hinterließ er zahlreiche Manuskripte, die in den Besitz seines ältesten Sohnes, Friedrich Wilhelm Oetter (1754–1824), gelangten. Dieser veröffentlichte eine Biographie über ihn (siehe unten: Literatur), kam jedoch der öffentlich geäußerten Bitte, die Briefe aus der Korrespondenz seines Vaters zu veröffentlichen, nicht nach. Die Korrespondenz liegt im Historischen Archiv des Germanischen Nationalmuseums in Nürnberg und ist großenteils erschlossen.

## Ehrungen
Oetter wurde von folgenden Gesellschaften durch Ernennung zum Mitglied geehrt:
- 1749 Deutsche Gesellschaft zu Göttingen
- 1756 Gelehrte Gesellschaft zu Duisburg
- 1757 Kaiserlich-Franziskische Akademie freier Künste zu Augsburg
- 1762 Gesellschaft der freien Künste zu Leipzig
- 1763 Bayerische Akademie der Wissenschaften

## Werke
- Erläuterung einer überaus raren Münze von dem Erzbischoffen zu Cöln, Piligrim, um die Jahre 1024-1034. Wobei zugleich denen Münzverständigen zwei sehr seltene und merkwürdige Arabische Münzen, zur Untersuchung mitgetheilet werden. Nürnberg 1748 (Digitalisat).
- Sammlung verschiedener Nachrichten aus allen Theilen der Historischen Wissenschaften.
  - Erster Band, nebst einem vollständigen Register und einer Vorrede von dem wahren Ursprung der Landes-Hoheit Hrn. Andr. Elias Roßmanns, ICti, Sr. Hochfürstl. Durchl. des Herrn Marggrafens zu Brandenburg Bayreuth Hofrath, öffentlichen Lehrers derer Rechte und Geschichte auf der Hochfürstlichen Friederichs Universität zu Erlangen. Erlangen und Leipzig 1749 (Digitalisat).
- Historische Bibliothek darinn allerhand Aufsätze aus allen Theilen der historischen Wissenschaft mitgetheilet werden.
  - Erster Theil, Nürnberg 1752 (Digitalisat).
  - Zweiter Theil, Nürnberg 1753 (Digitalisat).
- Versuch einer Geschichte der Burggraven zu Nürnberg und nachmaligen Markgraven zu Brandenburg in Franken, durch Münzen Urkunden und Siegel bestättiget.
  - Erster Versuch, von Konrad ersten Burggraven zollerischen Staams bis auf B. Friedrich III.. Frankfurt und Leipzig 1751 (Digitalisat).
  - Zweiter Versuch, vom Jahr 1242 bis 1273. Frankfurt und Leipzig 1753 (Digitalisat).
  - Dritter Versuch, vom Jahr 1273 bis 1276. Onolzbach 1758 (Digitalisat).
- Untersuchung der Frage: Warum Kaiser Herodes dem Heiland ein weisses Kleid anlegen lassen?. Nürnberg 1761 (Digitalisat).
- Wöchentliche Wappenbelustigung, 1.–6. Stück. Augsburg 1761–1764.
- Abdruck eines Schreibens an S. T. Herrn Reichshofrath, Freiherrn von Senckenberg, darinnen unter andern die Frage untersuchet wird: Warum d. K. Friedrich II. denen Ministerialibus Ducatus Brunsvicensis Iura Ministerialum Imperii verliehen habe? Frankfurt 1765 (Digitalisat).
- Versuch einer gegründeten Nachricht von den Ministerialibus Imperii. Frankfurt und Leipzig 1766. (Digitalisat)
- Neue Muthmassungen auf was für einem Weg das grävlich Zollerische Hauß zu dem Burgravthum Nürnberg und dadurch zugleich zu anderen Herrschaften in Franken vornämlich zu der Voigthei über das Kloster Mönchaurach gelanget seyn. Hof 1773 (Digitalisat).
- Historische Nachrichten von dem Hause und Wappenbild der Herrn Riedesel, Freyherrn von und zu Eisenbach, etc. Tübingen 1778 (Digitalisat).
- Historische Betrachtung über das Hohenlohische Wappen. Mit sechs Kupfertafeln. Nürnberg 1780 (Digitalisat).
- Erklärung des Namens der Hochfürstlichen Residenzstadt Onoldsbach und anderer Orte, welche von den Bächen ihre Benennung erhalten haben. Nebst einem Anhang, worinn einige Orte erkläret werden, welche ihre Namen von Bruck und Fürt führen. Frankfurt und Leipzig 1782 (Digitalisat).